# De Blob
de Blob é um jogo de video game estilo puzzle plataforma lançado para o Wii e o Nintendo DS. A versão do Wii foi desenvolvida pela Blue Tongue Entertainment e a do DS pela Helixe. Ambas públicadas pela THQ. O jogo foi lançado em 22 de fevereiro de 2008. Uma versão para o iPhone foi lançada em 13 de julho de 2008.

## Jogabilidade
O jogador começa com uma bola limpa. Ele deve rolar o personagem ao redor de muitas latas de cores para adquirir uma das cores básicas: vermelho, azul e amarelo. de Blob então pula ao redor colorindo os prédios da cidade, fazendo com que eles voltem a sua cor original.
de Blob espalha a cor e a vida pela cidade, quanto mais colorida a cidade fica, maior a população se torna, incluindo os INKT, uma organização contra a coloração da cidade. 

## Desenvolvimento
de Blob foi originalmente desenvolvido como um jogo para Windows gratuito, feito por oito estudantes de desenvolvimento e design de jogos da escola de artes Utrecht, e um estudante de mídia de tecnologia da universidade Utrecht, nos Paises Baixos. A THQ comprou os direitos do jogo e junto com a Blue Tongue Entertainment e a Helixe  desenvolveram versões do jogo para console.

## Recepção
Notas concebidas ao jogo pelos principais sites especializados:
- GameSpot - 8.0
- IGN - 8.4
- Nintendo Power - 8.0